# Dobramentos modernos

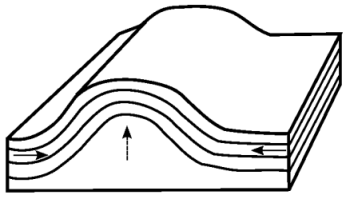
As setas horizontais indicam as forças tectônicas, enquanto que a seta vertical indica o movimento de dobramento da crosta terrestre.

Os dobramentos modernos são estruturas formadas por rochas magmáticas e sedimentares pouco resistentes que foram afetadas por forças tectônicas durante o período Terciário provocando o enrugamento e originando as cadeias montanhosas ou cordilheiras.
Em regiões como os Andes, as Montanhas Rochosas, os Alpes, o Atlas e o Himalaia, são  frequentes os terremotos e as atividades vulcânicas. Apresentam também as maiores elevações da superfície terrestre. Os dobramentos resultam de forças laterais ou horizontais ocorridas em uma estrutura sedimentar que forma as cordilheiras. As falhas resultam de forças, pressões verticais ou inclinadas, provocando o desnivelamento das rochas resistentes.